# Petkelsuo
Petkelsuo är ett träsk i Finland. Det ligger i Hyvinge i landskapet Nyland, i den södra delen av landet, 50 km norr om huvudstaden Helsingfors.